# Чудније ствари (4. сезона)
Четврта сезона америчке научнофантастичне телевизијске серије Чудније ствари, насловљена Чудније ствари 4, подељена је на два дела. Први сет од седам епизода приказан је 27. маја 2022, док је други сет од две епизоде приказан 1. јула 2022. године. Продуценти четврте сезоне су аутори серије браћа Дафер, поред Шона Ливија, Дена Коена, Ијана Патерсона и Кертиса Гвина.
Главне улоге глуме: Винона Рајдер, Дејвид Харбор, Фин Вулфхард, Мили Боби Браун, Гејтен Матаразо, Кејлеб Маклохлин, Ноа Шнап, Сејди Синк, Наталија Дајер, Чарли Хитон, Џо Кири, Маја Хок и Праја Фергусон, док су Брет Гелман, Метју Модин и Пол Рајзер постали део главне глумачке поставе. Такође глуме: Џејми Кембел Бауер, Џозеф Квин, Едуардо Франко и Кара Буоно. Споредне улоге глуме: Том Влашиха, Никола Ђуричко и Мејсон Дај.
Првих седам епизода добиле су позитивне критике. Поједини критичари су посебно похвалили глуму (посебно Бауера, Браунове, Квина и Синкове), визуелне ефекате, акционе сцене, као и мрачнији, зрелији тон у поређењу са претходним сезонама, док су је поједини критичари назвали „пренатрпаном” због дужег трајања епизода.

## Радња
Прошло је шест месеци од битке код Старкорта, која је донела терор и уништење Хокинсу. Борећи се са последицама, група пријатеља је по први пут раздвојена — а сналажење у сложеностима средње школе није ништа олакшало. У овом најрањивијем времену, нова и застрашујућа натприродна претња избија на површину. Другим речима, ново чудовиште, Векна. Представљајући језиву мистерију која би, ако се реши, могла коначно да стави тачку на ужасе друге димензије.

## Улоге

### Главне
- Винона Рајдер као Џојс Бајерс
- Дејвид Харбор као Џим Хопер[4]
- Мили Боби Браун као Једанаестица / Џејн Хопер
  - Марти Блер као млада Једанаестица
- Фин Вулфхард као Мајк Вилер
- Гејтен Матаразо као Дастин Хендерсон
- Кејлеб Маклохлин као Лукас Синклер
- Ноа Шнап као Вил Бајерс
- Сејди Синк као Макс Мејфилд
- Наталија Дајер као Ненси Вилер
- Чарли Хитон као Џонатан Бајерс
- Џо Кири као Стив Харингтон
- Маја Хок као Робин Бакли[5]
- Брет Гелман као Мари Бауман[6]
- Праја Фергусон као Ерика Синклер[7]
- Метју Модин као Мартин Бренер[8]
- Пол Рајзер као Сем Овенс[9]

### Такође глуме
- Џејми Кембел Бауер као Хенри Крил / Питер Балард / Јединица / Векна
  - Рафаел Лус као млади Хенри Крил
- Кара Буоно као Карен Вилер
- Едуардо Франко као Аргајл
- Џозеф Квин као Еди Мансон

### Споредне
- Џо Крест као Тед Вилер
- Метју Кардаропл као Кит
- Кетрин Кертин као Клаудија Хендерсон
- Том Влашиха као Дмитриј „Ензо” Антонов[10]
- Никола Ђуричко као Јуриј Исмаилов [11]
- Габријела Пицоло као Сузи
- Роб Морган као полицајац Пауел
- Џон Ренолдс као полицајац Калахан
- Шерман Огастас као потпуковник Саливан[12]
- Мејсон Дај као Џејсон Карвер[12]
- Мајлс Труит као Патрик Макини[13]
- Клејтон Ројал Џонсон као Енди
- Тристан Спон као Двојка
- Кристијан Ганијере као Десетка
- Реџина Тинг Чен као госпођа Кели[13]
- Елоди Грејс Оркин као Анџела
- Логан Ален као Џејк
- Хантер Романилос као Чанс
- Павел Д. Личњиков као Олег
- Вајдотас Мартинајтис као управник Мељников
- Николај Николајев као Иван

### Гостујуће
- Роберт Инглунд као Виктор Крил[12]
  - Кевин Л. Џонсон као млади Виктор Крил
- Дејкр Монтгомери као Били Харгорув
- Амибет Макналти као Вики[13]
- Грејс ван Дин као Криси Канингхам[13]
- Џоел Стофер као Вејн Мансон
- Тајнер Рашинг као Вирџинија Крил
- Ливи Берч као Алис Крил
- Логан Рајли Брунер као Фред Бенсон[14]
- Ед Аматрудо као управник Хеч

## Епизоде
| Део 1 |   |                                             |              |                    |               |
| 26    | 1 | Прво поглавље: Клуб паклене ватре           | браћа Дафер  | браћа Дафер        | 27. мај 2022. |
| 27    | 2 | Друго поглавље: Векнина клетва              | браћа Дафер  | браћа Дафер        | 27. мај 2022. |
| 28    | 3 | Треће поглавље: Чудовиште и суперјунак      | Шон Ливи     | Кејтлин Шнајдерхан | 27. мај 2022. |
| 29    | 4 | Четврто поглавље: Драги Били                | Шон Ливи     | Пол Дихтер         | 27. мај 2022. |
| 30    | 5 | Пето поглавље: Пројекат Нина                | Нимрод Антал | Кејт Трефри        | 27. мај 2022. |
| 31    | 6 | Шесто поглавље: Зарон                       | Нимрод Антал | Кертис Гвин        | 27. мај 2022. |
| 32    | 7 | Седмо поглавље: Покољ у лабораторији Хокинс | браћа Дафер  | браћа Дафер        | 27. мај 2022. |
| Део 2 |   |                                             |              |                    |               |
| 33    | 8 | Осмо поглавље: Тата                         | браћа Дафер  | браћа Дафер        | 1. јул 2022.  |
| 34    | 9 | Девето поглавље: Слепи путник               | браћа Дафер  | браћа Дафер        | 1. јул 2022.  |